# Storia afroamericana

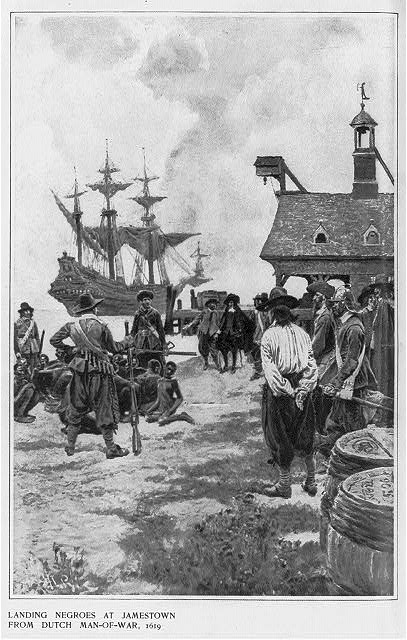
1619: una nave da guerra olandese sbarca a Jamestown con i primi 20 neri della storia degli Stati Uniti

La storia afroamericana si fa risalire al 1619 quando una nave olandese che trasportava delle merci in Africa, sulla via del ritorno portò a Jamestown, nella Virginia, i primi neri. Costoro, come risulta da alcuni documenti di quell'epoca, non erano ancora schiavi ma con ogni probabilità semplici servitori come riferisce nei suoi studi il saggista Rayford W. Logan.
Solamente nel secolo precedente i neri furono partecipi alle prime esplorazioni degli spagnoli in quei territori che si fanno oggi corrispondere agli attuali Stati Uniti, come Estebanico che, dal 1528 al 1534, fu compagno di viaggio, dal Texas al Nuovo Messico, di Cabeza de Vaca e che divenne la guida della spedizione di Marcos de Niza nel 1539 dalla zona messicana al Texas e al nuovo Messico.

## La schiavitù nelle colonie

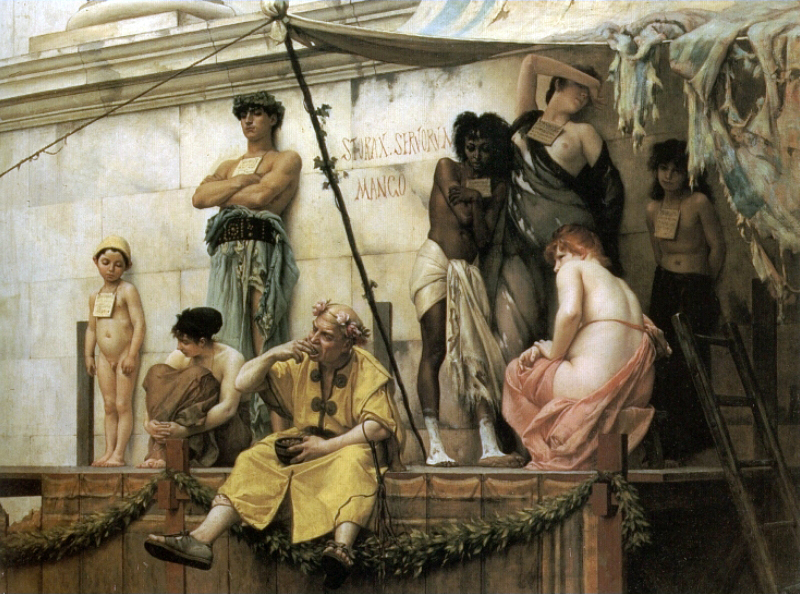
Il mercato degli schiavi (Gustave Boulanger)

Fino al 1661 la schiavitù non venne riconosciuta in modo ufficiale. Solo quando non si riuscì più a soddisfare la richiesta di mano d'opera in continua crescita e dal momento che ci si accorse che gli indigeni non erano grandi lavoratori e che per di più i servi bianchi venivano assunti per soli sette anni, si passò alla schiavitù. Come afferma quindi Rayford Logan «La schiavitù negra nel Nord America ebbe inizio non da pregiudizi razziali, ma da particolari necessità di ordine economico».
A partire dalla fine del XVII secolo, nella Virginia, il numero di coloro che arrivavano dall'Africa erano aumentati a velocità incredibile tanto che i padroni iniziarono a preoccuparsi delle numerose rivolte che avvenivano. Così a decisione dell'assemblea coloniale venne, per necessità, adottato un codice schiavista molto rigido che riduceva all'estremo la libertà di movimento degli schiavi ai quali venivano spesso inflitte gravi pene anche per piccoli reati e vennero esclusi tutti i diritti penali e quelli civili.
Alla vigilia della Rivoluzione Americana, il numero degli schiavi era a tal punto aumentato che costituiva più del 30% della popolazione. Non solo in Virginia ma anche nelle altre colonie la schiavitù, cresciuta sino all'epoca della rivoluzione, fece temere il pericolo delle rivolte e quindi portò a rendere più severi i codici schiavisti. Ciò accadde soprattutto in quelle colonie del Sud, come il Delaware, il Maryland, la Carolina del Sud e la Georgia, dove gli schiavi erano assai numerosi e raggiungevano un rapporto con i bianchi di due a uno. Nelle colonie del Nord, come nella Carolina del Nord, dove il numero degli schiavi era minore e notevole l'influenza dei Quaccheri, le tensioni erano meno forti e di conseguenza meno severe le regole della schiavitù.
Le colonie del Nord, più che altro dedite al commercio, avevano meno bisogno del lavoro degli schiavi che era invece assai richiesto dalle colonie del Sud ricche di piantagioni. Come riferisce Rayford Logan«Alla vigilia della Rivoluzione Americana la percentuale di schiavi andava da poco meno dell'uno per cento nel New Hampshire a circa l'undici per cento a New York» facendo sì che anche questa colonia adottasse un codice penale simile a quelli in vigore nel Sud che durò per quasi tutta la prima metà del Settecento, fino a quando le rivolte avvenute nella città di New York nel 1712 e nel 1741 fecero diminuire il numero degli schiavi importati e aumentare i lavoratori bianchi.

## L'opposizione alla schiavitù
A partire dalla Rivoluzione Americana fino all'anno dell'invenzione del macchinario per separare le fibre di cotone (1793) si fece sentire sempre più accentuata l'opposizione alla schiavitù e al commercio degli schiavi soprattutto negli Stati dell'estremo sud e nel South Carolina dove si avvertiva la poca coerenza dimostrata dai bianchi che lottavano per liberarsi dalla tirannia inglese e nello stesso tempo si imponevano come tiranni dei neri costretti in schiavitù. Il 24 ottobre 1774 era stata infatti stabilita dal Congresso Continentale che a partire dal 1º dicembre non si potevano né importare, né acquistare schiavi e nella dichiarazione finale si leggeva: «Noi riteniamo come verità evidente per se stessa che tutti gli uomini sono creati uguali; che essi sono dotati dal loro Creatore di certi inalienabili diritti, quali, tra gli altri, la vita, la libertà ed il perseguimento della felicità».
L'opposizione alla schiavitù aumentò anche a causa della partecipazione attiva ed eroica di soldati neri alla Rivoluzione. Uno tra i primi a morire per gli Stati Uniti fu il giovane Crispus Attucks, nel Massacro di Boston del 1770, e circa cinquemila neri, sia schiavi che liberi, prestarono in quel periodo la loro opera nelle forze armate di terra e di mare. Il giurista James Madison, che partecipò alla stesura della Costituzione, sosteneva che fosse di estrema importanza per l'emancipazione dei neri la loro presenza in reparti armati e Alexander Hamilton, per sollecitare l'utilizzo dei soldati neri scriveva, il 14 marzo 1779, al Presidente del Congresso Continentale John Jay: «Questo ci garantirà la loro fedeltà, animerà il loro coraggio e credo che eserciterà una buona influenza su quelli che rimangono, poiché apre loro la strada verso l'emancipazione».
Alla fine della guerra e dopo che i soldati neri avevano contribuito alla vittoria degli Stati Uniti, molti padroni liberarono i loro schiavi e le loro famiglie anche se l'oppressione schiavista continuò a persistere. Nel 1775 venne a formarsi la prima associazione antischiavista e negli anni seguenti vennero approvate dagli Stati del Rhode Island, del Connecticut e della Pennsylvania alcune leggi per l'abolizione della schiavitù. Nel 1783 la Corte suprema del Massachusetts condannò la detenzione di schiavi come reato di violazione della costituzione che sanciva l'uguaglianza degli uomini e nel 1787 venne stabilito dall'Ordinanza del nordovest che sul territorio, in seguito trasformatosi negli Stati dell'Ohio, dell'Indiana, dell'Illinois, del Michigan e del Wisconsin, non poteva esserci la schiavitù e nemmeno la servitù forzata.
Il 25 giugno del 1788, dopo la ratifica della Costituzione, fu riconfermata dal Primo congresso l'ordinanza ma vennero fatte tre concessioni ai proprietari di schiavi. Fu infatti deciso che per calcolare la popolazione di uno Stato, perché esso potesse essere rappresentato all'interno del Congresso, venissero contati anche i tre quinti degli schiavi; che non fosse proibita l'importazione di schiavi avvenuta prima del 1808 ma che venisse solamente applicata una tassa non superiore ai dieci dollari per ogni schiavo importato e che gli schiavi fuggiaschi in altri Stati venissero presi e rimandati ai loro padroni.

## Lo sviluppo dell'industria del cotone

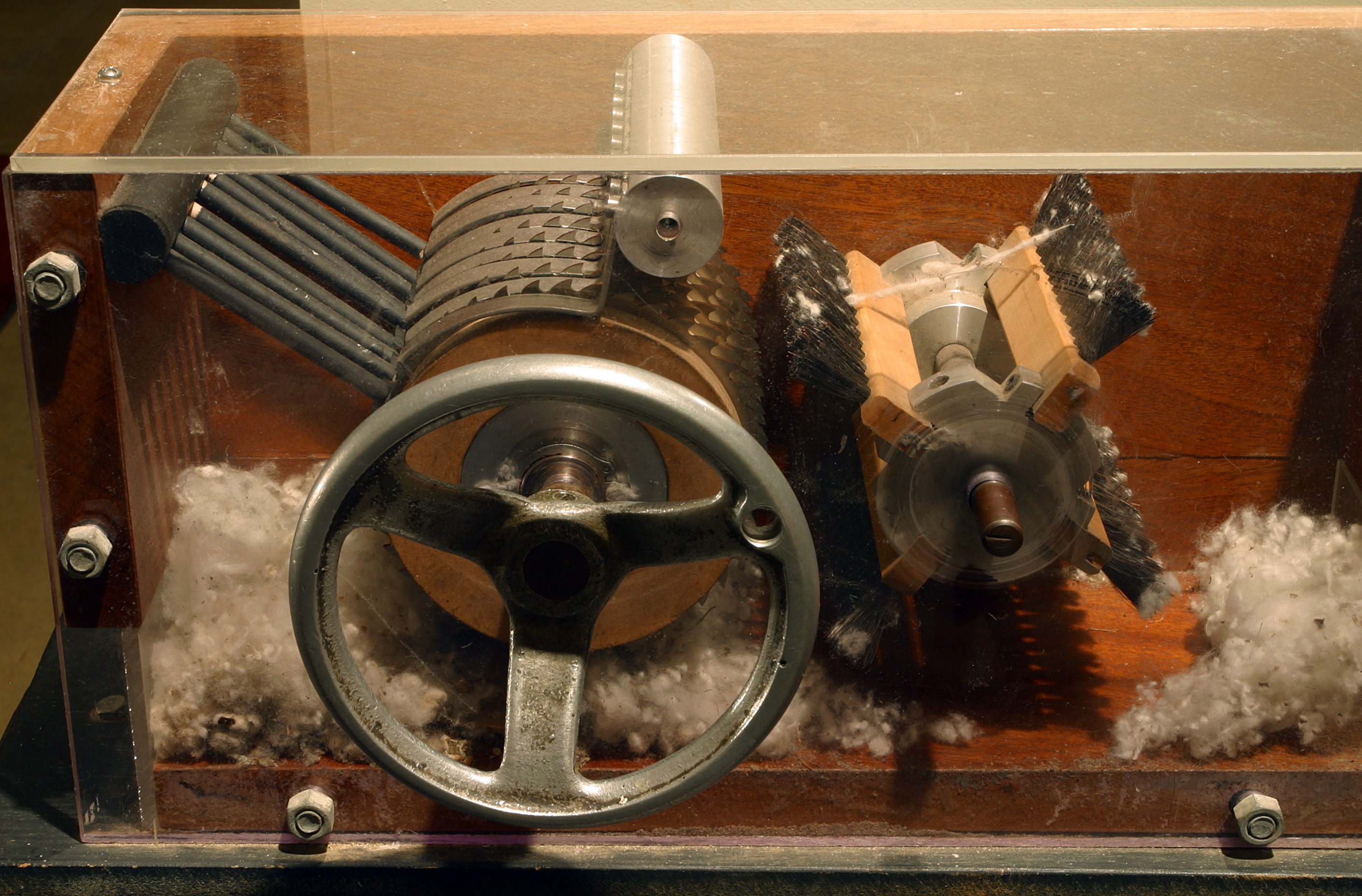
Una sgranatrice di cotone al museo Eli Whitney

L'invenzione della cotton gin, la macchina sgranatrice per separare le fibre di cotone dai semi, inventata nel 1793 da Eli Whitney, invece di permettere l'abolizione degli schiavi ne aumentò la richiesta. Diventando infatti i tessili di cotone motivo di una ricca industria fu sempre maggiore il numero dei proprietari di terra degli stati del Sud che abbandonarono gli altri tipi di coltivazione, come il riso, l'indaco e il tabacco, per coltivare il cotone. La richiesta di schiavi pertanto aumentò impedendo in questo modo che la legge promulgata dal Congresso nel 1807 che vietava il commercio di schiavi a partire dal 1º gennaio 1820 venisse applicata. La tratta degli schiavi così continuò fino alla vigilia della Guerra Civile malgrado un'altra legge, del 1820, ne dichiarasse la condannabilità.

Il primo telaio meccanico che apparve nella Nuova Inghilterra nel 1814 ebbe gran successo e presto essa fu in grado di competere nel commercio del cotone con l'Inghilterra e i Paesi Europei. Intanto anche i nuovi stati della Louisiana, del Mississippi e dell'Alabama aprirono nuove piantagioni di cotone impiegando quindi largamente la manodopera degli schiavi.

## I neri liberi nel Nord
Nel Nord la situazione era ben diversa e la schiavitù stava scomparendo. Anche lo Stato di New York e quello del New Jersey promulgarono due leggi, una nel 1799 e l'altra nel 1804, per l'abolizione della schiavitù e agli inizi del XIX secolo anche gli altri Stati del Nord emanarono leggi simili. Nel 1860 i neri liberi del Nord erano circa 225.000 ma la loro libertà era soggetta a molti vincoli, come la limitazione del suffragio, la costruzione di scuole separate da quelle dei bianchi, l'impedimento allo svolgimento di alcuni lavori e altri tipi di segregazione che crearono nel 1829 a Cincinnati, a Rhode Island nel 1824 e poi nel 1831, a Filadelfia nel 1834 e in alcune città dello Stato di New York, nel 1834 e nel 1839, gravi tumulti.
Malgrado tutto ciò, alcuni neri riuscirono a superare le barriere create dal razzismo e ad emergere nella scena culturale del paese, come Phillis Wheatley che fu la prima scrittrice afroamericana a veder pubblicata una propria opera. I suoi scritti rappresentano la nascita del genere noto come letteratura afroamericana, John Brown Russwurm che si laureò, primo fra i neri, nel 1826 presso il Bowdoin College situato sulla zona costiera del New England nella città di Brunswick, nel Maine e che, insieme a Samuel Cornish, fondò il "Freedom's Journal" che è da considerarsi il primo giornale dei neri.
Nel 1829 un nero, David Walker, riuscì a pubblicare un "Appello" contro la schiavitù. Altri neri, come Frederick Douglass e Samuel Ringgold Ward furono tra i più efficienti abolizionisti, Henry Highland Garnet fu predicatore presso una congregazione di bianchi a Troy (New York) e James Forten, che abitava a Filadelfia, accumulò una grossa fortuna. Nel 1830 si iniziò ad assistere all'intesa tra alcuni neri importanti e alcuni bianchi che organizzavano riunioni per discutere dei problemi più urgenti e attuali, come quello della colonizzazione, dell'istruzione e dell'occupazione e nel 1850 venne fondata a New York la "Lega dei Lavoratori di Colore" e nel 1853, a Rochester, si riunì il primo "Consiglio Nazionale della Gente di Colore".

## Le rivolte degli schiavi
Nel XIX secolo le rivolte degli schiavi aumentarono. Un primo importante attacco, fallito, venne progettato nel 1800 a Richmond, nella Virginia, al quale parteciparono più di mille neri guidati da Gabriel Prosser e Jack Bowler, seguito, nel primo ventennio del secolo, da numerose ribellioni nel Kentucky e nella Louisiana. Nel 1822 un nero libero, Denmark Vesey, organizzò un complotto a Charleston, nella Carolina del Sud, che venne però, come già quello del 1800, fermato dalle autorità che fece fallire l'insurrezione arrestando più di quaranta neri oltre a giustiziare lo stesso Vesey. Nel 1831, Nat Turner, uno schiavo di Southampton, in Virginia, capeggiò un'insurrezione che si risolse con l'uccisione di circa una sessantina di bianchi, la morte di più di cento neri e l'impiccagione di Turner stesso.

## Il movimento abolizionista

Schiavi in fuga

Verso la fine del XVIII secolo alcuni nordisti, appartenenti al movimento abolizionista, fortemente contrari alla schiavitù iniziarono ad aiutare gli schiavi a fuggire e durante i primi anni del XIX secolo venne sviluppata la Ferrovia Sotterranea, un'organizzazione che favorì in modo sistematico la fuga degli schiavi attraverso questa cosiddetta "ferrovia sotterranea". Tra coloro che guidavano l'organizzazione vi erano sia neri che bianchi e fra i più coraggiosi figurava una ex schiava, Harriet Tubman, che, pur avendo una taglia sul capo, ritornò numerose volte nel Sud riuscendo a mettere in salvo numerosi schiavi.

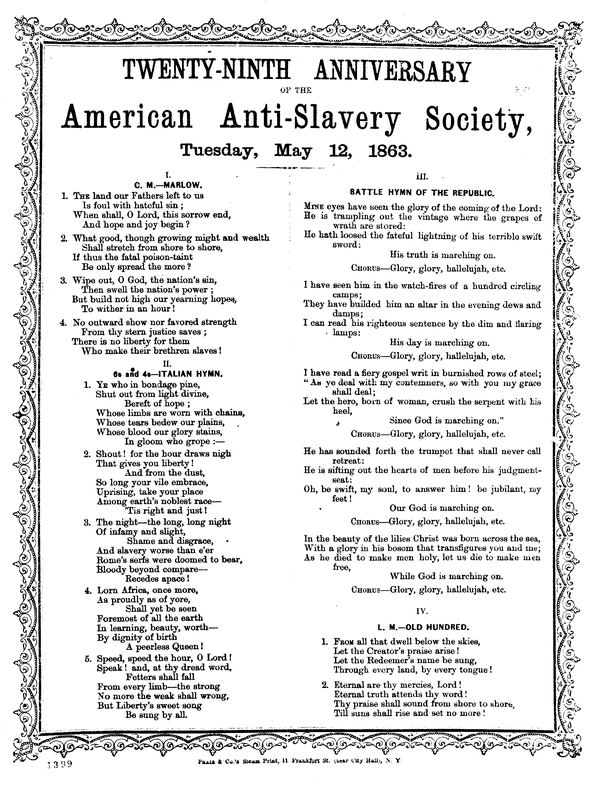
Programma per il 29º anniversario della Anti-Slavery Society

Naturalmente i piantatori del Sud raddoppiarono i loro sforzi per impedire la fuga degli schiavi e dal censimento del 1860 risultava che un migliaio di loro era riuscito a fuggire nel 1850 e solamente 803 nel 1859, tanto che nel 1860 i nove decimi di tutti i neri degli Stati Uniti vivevano ancora nel Sud. Era intanto sorta nel 1831, lo stesso anno della prima pubblicazione del giornale "The Liberator" da parte di William Lloyd Garrison, la prima società abolizionista, mentre nel 1832 iniziò ad operare la "New England Antislavery Society" e nel 1833 fu approvata a Filadelfia la "American Antislavery Society".
Al fianco dei bianchi lottarono gli afroamericani, alcuni come oratori a tempo pieno o agenti. Tra costoro si ricorda Frederick Douglass, William Wells Brown e una donna chiamata Isabella Baumfree prima di adottare il nome di Sojourner Truth. Non mancavano agli incontri abolizionisti, accanto ai relatori, i cantanti o almeno un song leader perché, come scrive Eileen Southern, Le canzoni erano una parte indispensabile del programma ed erano usate per "infondere passione" negli incontri.

## La lotta contro l'abolizionismo nel Sud
Nel Sud, dove aumentava l'irritazione verso gli abolizionisti, durante una legislatura della Virginia venne tenuto nel 1832 l'ultimo dibattito sulla schiavitù. Nel 1835 ci fu un tumulto a Charleston nella Carolina del Sud e molti scritti di carattere abolizionista vennero dati alle fiamme mentre nella maggior parte degli stati meridionali venne proibita l'immigrazione di neri liberi e il loro diritto alla libertà di riunione. Nello stesso anno anche la Carolina del Nord, per adeguarsi agli altri stati, rifiutò ai neri il diritto di voto. Negli anni tra il 1830 e il 1840 vennero abolite dai congressisti del Sud ogni dibattito alla Camera riguardo alle petizioni abolizioniste. Nel 1844 un membro della Camera, l'ex presidente John Quincy Adams, fece una dura battaglia per abrogare la "Gale Rule", cioè la Legge contro la libertà di parola.
Il 16 ottobre 1859 John Brown fece incursione nell'arsenale federale di Harper's Ferry, nella Virginia Occidentale allo scopo di provocare una rivolta degli schiavi neri della Virginia che sarebbero stati poi armati col materiale prelevato dall'arsenale stesso.
Il tentativo fallì e nell'azione morirono due Marines e dieci seguaci di Brown che, catturato in seguito con cinque suoi compagni, fu condannato a morte e impiccato il 2 novembre dello stesso anno. L'azione fu tuttavia utilizzata come pretesto dagli Stati del Sud per rivedere la loro posizione nell'Unione e trarre motivi sempre più forti in favore della schiavitù.

## La vita degli schiavi

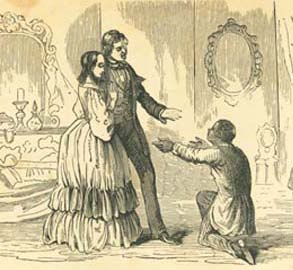
Illustrazione realizzata per il romanzo The Planter's Northern Bride (1854) di Caroline Lee Hentz, uno dei più celebri esempi di letteratura anti-Tom.

Vi erano, tra gli abolizionisti e i loro sostenitori, opinioni differenti nella valutazione del trattamento riservato agli schiavi. La letteratura romantica rappresentava lo schiavo come un lavoratore, amato dal padrone e ben nutrito e nasceva il personaggio della "mammy" che, adorando i suoi padroni, si prendeva cura della sua casa e dei suoi figli. In contrapposizione la cosiddetta "Letteratura anti-Tom" descriveva una situazione completamente opposta, quella di schiavi trattati con estrema crudeltà, così come vennero rappresentati dalla scrittrice Harriet Beecher Stowe nella La capanna dello zio Tom.
In realtà gli schiavi del sud venivano trattati diversamente a seconda appartenessero ad una grande piantagione o ad una più piccola e non erano nutriti e alloggiati in peggiori condizioni di quanto lo fossero nel Nord o in alcuni stati europei alcuni lavoratori delle terre più povere. Spesso, e soprattutto nelle grandi piantagioni, veniva usata la frusta per incitare gli schiavi al lavoro ed era frequente l'abitudine di dividere i membri delle famiglie vendendone alcuni componenti ad altri proprietari.

## La Guerra civile e l'emancipazione degli schiavi

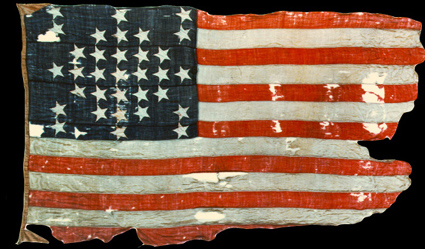
La bandiera a 22 stelle di Fort Sumter

L'8 febbraio del 1861, prima che Abraham Lincoln eletto presidente degli Stati Uniti assumesse la carica, sette stati nei quali vigeva la schiavitù (Alabama, Florida, Georgia, Louisiana, Mississippi, Carolina del Sud e Texas) si separarono dagli altri formando gli Stati Confederati d'America e il 12 aprile dello stesso anno ebbe inizio, con l'assalto da parte delle truppe confederate del forte federale di Sumter nella Carolina del Sud alle quali si unirono altri quattro stati (Virginia, Arkansas, Carolina del Nord e Tennessee) favorevoli alla schiavitù, la Guerra Civile.
Alle cause della Guerra di Secessione furono attribuite dagli storici interpretazioni differenti, ma, indipendentemente dalle cause della guerra, la vittoria del Nord portò all'emancipazione degli schiavi che ebbero, con la loro partecipazione, una parte importante nella vittoria medesima. Lincoln, come afferma Logan «... avversò dapprima l'arruolamento delle truppe negre e l'emancipazione degli schiavi, poiché non desiderava perdere l'appoggio degli stati in cui vigeva la schiavitù, come il Delaware, il Maryland, il Kentucky e il Missouri.... ma in seguito alla vittoria conseguita dall'unione ad Battaglia di Antietam il 17 settembre 1862 e di fronte alla possibilità che l'Inghilterra potesse riconoscere la Confederazione, il 22 settembre di quell'anno pubblicò un Proclama preliminare di emancipazione. Il 1º gennaio 1863, in qualità di comandante in capo dell'Esercito e della Marina, Lincoln proclamò poi l'emancipazione di tutti gli schiavi, tranne per quelli degli stati o territori che non fossero al momento in rivolta contro gli Stati Uniti».

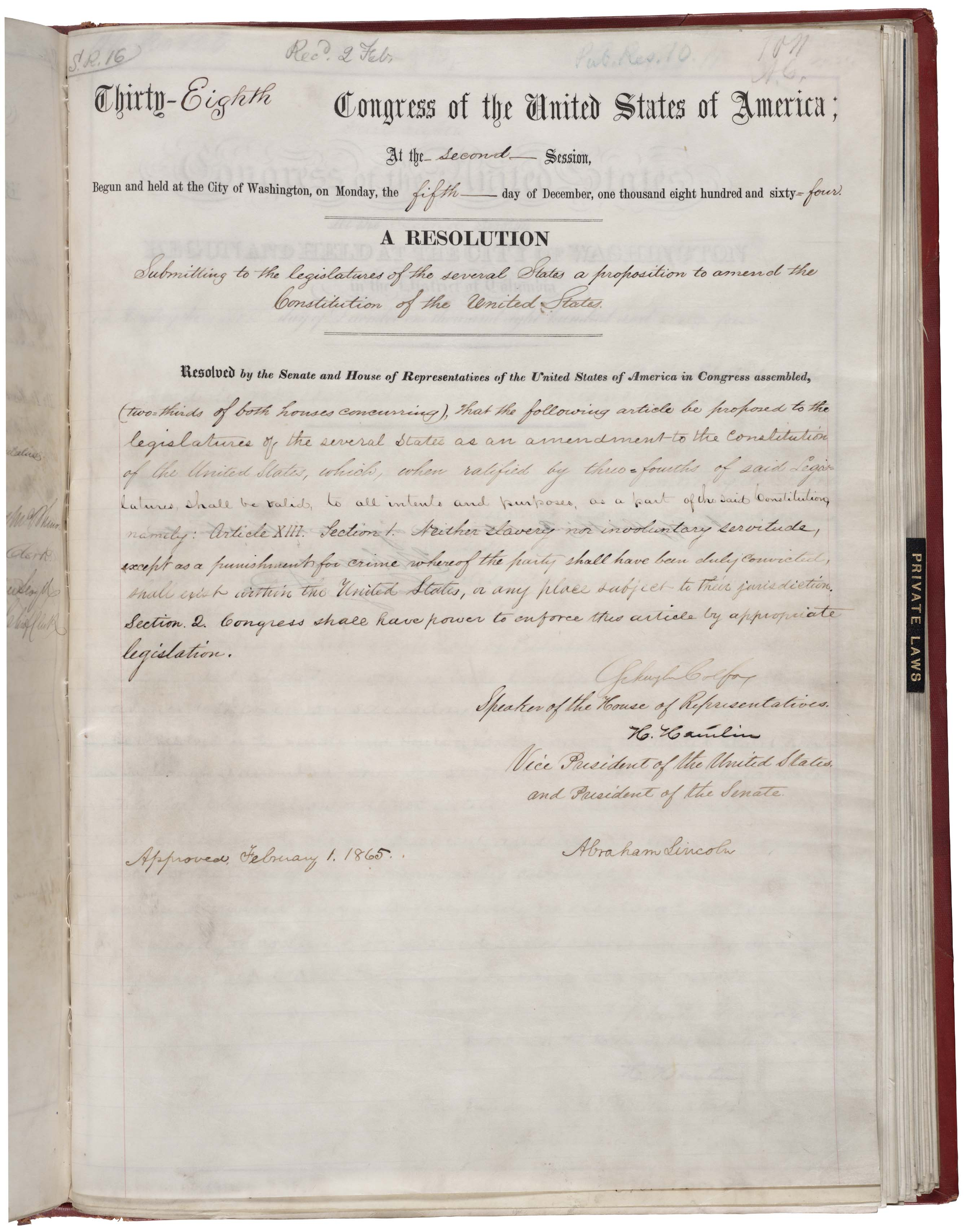
La copia originale del XIII emendamento conservata negli archivi nazionali.

Prima ancora che il proclama fosse emanato molti schiavi avevano iniziato a lasciare le piantagioni e il 18 dicembre 1865 venne emanato il Tredicesimo Emendamento che abolì la schiavitù in ogni parte degli Stati Uniti.

## La ricostruzione
"Il periodo della ricostruzione fu molto caotico sia al Sud che al Nord, e ancor più per gli schiavi appena affrancati". Negli anni successivi alla Guerra Civile, tra il 1865 e il 1877, il Governo Federale fece ogni sforzo perché gli schiavi liberati avessero gli stessi diritti degli altri cittadini americani ma l'opposizione dei sudisti fu tale che, dal 1877 in poi, le autorità del governo lasciarono che fossero gli Stati del Sud a prendere quasi tutte le iniziative.

### La Ricostruzione del Congresso
La ricostruzione degli stati che si erano separati ebbe inizio con un programma del presidente Lincoln che portò, nel 1864, a riconoscere i governi di quattro stati. Il Congresso però negò l'ammissione alle rappresentanze degli Stati e ai senatori scelti approvando invece un altro programma di ricostruzione, il Wade-Davis Bill, che avrebbe dovuto essere approvato da Lincoln stesso. Lincoln però oppose al programma il veto creando un forte conflitto che si ripercosse sul controllo della Ricostruzione.
Intanto l'assassinio di Lincoln, avvenuto da parte di un sudista il 15 aprile del 1865 e contemporaneamente l'attentato alla vita del Segretario di Stato William H. Seward provocò nell'opinione pubblica degli Stati del Nord molto risentimento. Andrew Johnson, succeduto a Lincoln, decise di seguire il programma del precedente presidente per reintegrare gli stati secessionisti e, senza nemmeno convocare una sessione speciale del Congresso, si presentò a questo il 4 dicembre del 1865 con il piano chiaramente già attuato in base al quale erano già state convocate dagli stati separatisti, ad eccezione del Texas, convenzioni costituzionali ed erano stati annullati da tutti gli altri stati, tranne il Mississippi, gli atti di secessione e ratificato il tredicesimo emendamento.
Erano stati inoltre eletti i membri delle legislature statali, i rappresentanti del Congresso e, tranne nella Florida, i senatori. Il Congresso si dimostrava preoccupato per le decisioni prese da Johnson perché non vedeva in esse una possibilità di rigenerazione per gli stati del Sud. Anche se poco tempo dopo la riunione del Congresso venne proclamato il "XIII emendamento" che avrebbe concesso a quegli stati dove precedentemente era in vigore la schiavitù di essere rappresentati in maggior numero, nessun stato ex-schiavista aveva fissato delle regole per il suffragio dei neri. Così il Congresso, ponendo al momento il suo rifiuto alle rappresentanze e ai senatori del Sud, nominò un comitato di carattere misto composto da quindici membri per rivedere quali fossero le condizioni dei vecchi stati della confederazione e decidere se essi fossero o non fossero rappresentati al Congresso.
Intanto, tra la fine della Guerra civile avvenuta alla fine di aprile del 1865 e la riunione del Congresso nel dicembre dello stesso anno, gli Stati del Sud adottarono i cosiddetti codici neri per fissare altre restrizioni da porre agli schiavi liberati come poter testimoniare solamente in quei processi nei quali fossero implicati, limitare la possibilità di acquistare beni immobili, costringerli a lavorare spesso per i padroni dai quali si erano liberati e imponendo contratti scritti, pur sapendo che la maggior parte dei neri liberati non sapeva né leggere né scrivere.

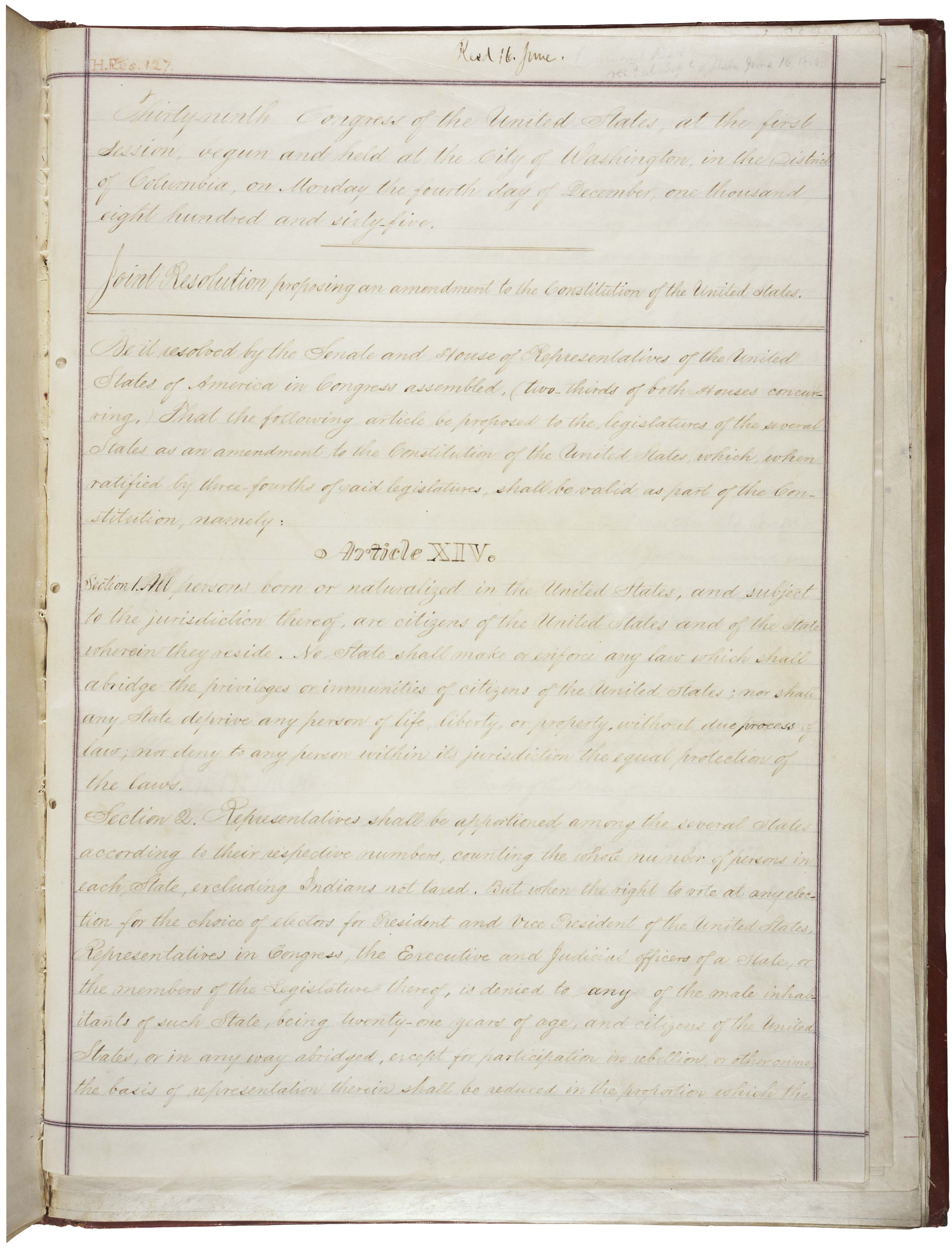
Copia del XIV emendamento conservata negli archivi nazionali degli Stati Uniti d'America.

Nel 1866 il Congresso adottò alcuni provvedimenti per la protezione degli schiavi liberi tra i quali un progetto di legge riguardo ai loro diritti civili che sosteneva essere i neri cittadini degli Stati Uniti e di avere pertanto diritto allo stesso trattamento. Tra la fine del 1867 e l'inizio del 1868 ebbe inizio la "Black Reconstruction" e il 27 luglio 1868 il presidente Johnson dava l'annuncio della ratifica del XIV Emendamento, adottato dal Congresso per prevenire contestazioni sulla validità costituzionale della legge e per dare ai neri una più forte protezione. Venivano così ammessi al Congresso sette stati. I tre stati che erano ancora sotto la legge marziale, la Virginia, il Mississippi e il Texas furono invitati a ratificare anche il XV emendamento, proclamato poi effettivo il 30 marzo del 1870.

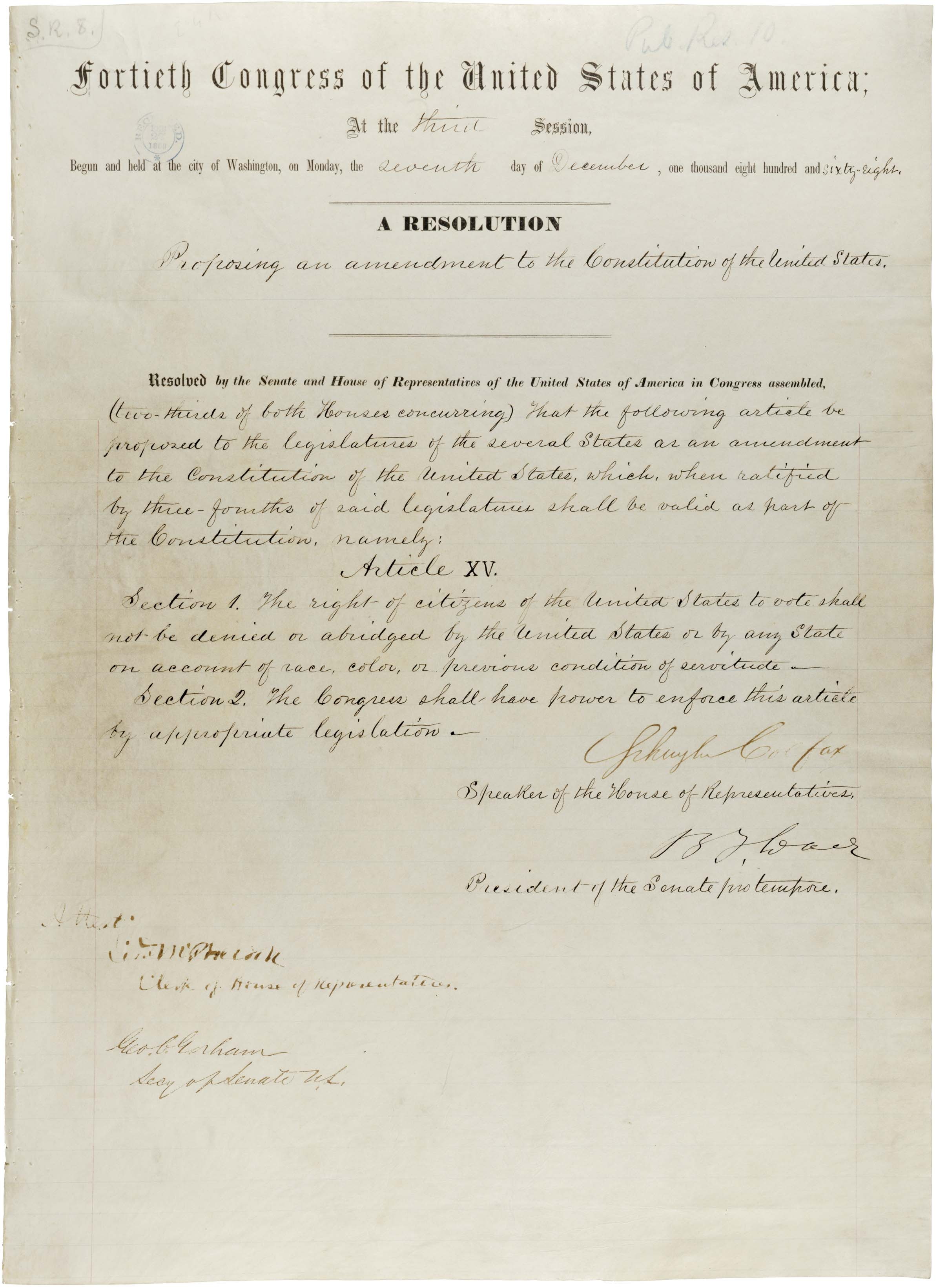
Il XV emendamento: copia conservata negli archivi nazionali degli Stati Uniti d'America

### La Ricostruzione nera
I liberti che avevano subito la schiavitù non erano certamente preparati a partecipare al governo e la stessa cosa valeva per i neri liberi che nel Sud non avevano diritto di voto. Infatti, fatta eccezione per la Louisiana, dove vi era un numero considerevole di neri liberi colti, intelligenti e benestanti, la maggior parte dei delegati, legislatori e funzionari neri, era formata da ex schiavi analfabeti e sprovvisti di proprietà.
Vi erano però delle eccezioni, tra i quali si ricordano il segretario di Stato della Florida dal 1868 al 1872 e sovraintendente della pubblica istruzione dal 1872 al 1874, Jonathan C. Gibbs, laureato al Dartmouth College nel New Hampshire, che si adoperò attivamente per instaurare un nuovo sistema nelle scuole pubbliche, il segretario di stato della Carolina del Sud dal 1866 al 1872 e tesoriere dal 1872 al 1876, Francis Lewis Cardozo, che si era laureato all'università di Glasgow, Robert Brown Elliott, membro emerito della legislatura della Carolina del sud, Jonathan Jasper Wright che fu il primo uomo di colore ammesso alla professione legale in Pennsylvania ed incaricato come giudice presso la Corte suprema della Carolina del Sud dal 1870 al 1877, J. T. Rapier, membro della convenzione dell'Alabama e James D. Lynch, molto istruito e abile che fu segretario di Stato del Mississippi dal 1868 al 1872.
Se i laureati neri nel Governo della Ricostruzione erano in numero esiguo, altrettanto esigui erano i componenti di razza bianca, ma tra i neri, anche se non laureati, vi furono uomini colti ed efficienti che furono ottimi amministratori e legislatori. Tra questi si ricorda Oscar J. Dunn, amministratore della Louisiana dal 1868 al 1870, P. B. S. Pinchback, dal 1871 al 1872 oltre che governatore nel 1872 per quarantatré giorni, Caesar Carpenter Antoine, dal 1872 al 1876, William Gay Brown che, come sovrintendente nella Louisiana alla Pubblica Istruzione, incentivò il sistema delle Scuole pubbliche, James D. Hill, segretario di stato del Mississippi e molti altri.

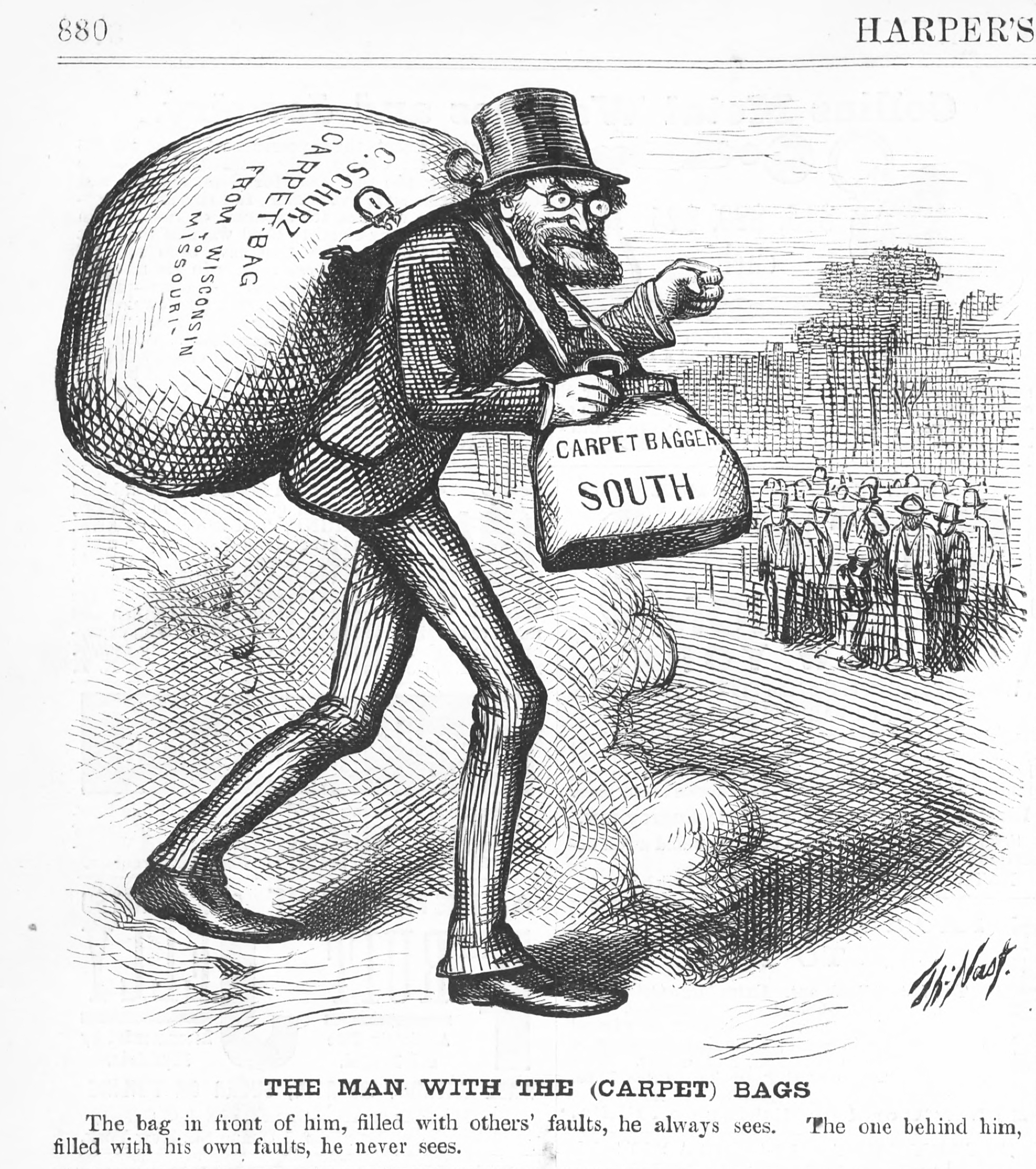
1872 disegno che rappresenta un Carpetbagger negli Stati Uniti

Nei vari Stati i neri partecipavano in buon numero alla convenzione costituzionale e in quasi tutti gli Stati le costituzioni e le leggi vennero decise dai neri e anche dai carpetbagger, nordisti avventurieri per lo più bianchi che si recavano al Sud con un unico bagaglio, un carpetbag, cioè un sacco da viaggio fatto con un tappeto, e dagli scalawag, di solito sudisti poveri di etnia bianca. Tra le costituzioni e le leggi promulgate vi furono degli ottimi provvedimenti come l'instaurazione di scuole pubbliche valide sia per i neri che per i bianchi, il diritto al voto alle donne (in alcuni stati), l'abolizione dei duelli, dell'arresto per debito, la flagellazione, la marchiatura a fuoco con il ferro e la gogna oltre a modifiche nelle organizzazioni delle corti, nei vari codici procedurali giuridici e nelle amministrazioni delle varie contee che portarono all'abrogazione delle leggi sul lavoro del 1865 e del 1866.

#### I neri al Congresso
Diversi furono i neri che entrarono, tra 1869 e il 1877 al Congresso. Nello Stato del Mississippi due vennero eletti al Senato e quattordici alla Camera. Oltre ad Hiram Rhodes Revels, che non poté fare molto dal momento che rimase in carica solamente dal 1870 al 1871, si ricorda Blanche Bruce che rimase in carica dal 1875 al 1881 e che si interessò, soprattutto dei problemi dei neri apportando aiuti ai neri emigrati in Liberia, abolendo la separazione dei reggimenti nell'esercito, rimborsando coloro che avevano perduto i loro risparmi nel fallimento della Freedmen's Savings e della Trust Company e facendo un'inchiesta sulle elezioni nel Mississippi del quale si conserva il discorso "Sulla deliberazione di effettuare un controllo sullo svolgimento delle elezioni nel Mississippi" del 31 marzo 1876.
Bruce era nato nella contea "Prince Edward", in Virginia, figlio schiavo di un benestante possidente terriero e di una donna di colore, aveva ricevuto la sua prima educazione da un precettore e, dopo essere fuggito alla schiavitù, aveva compiuto due anni di studi all'"Oberlin College" nell'Ohio. Durante la sua carica propose molte proposte di legge e fu molto stimato dai suoi colleghi. Tra i quattordici rappresentanti si ricorda soprattutto Robert Brown Elliot della Carolina del Nord, che rimase in carica per tutte e quattro le legislature mentre la maggior parte degli altri rappresentanti non lasciarono nulla di significativo.

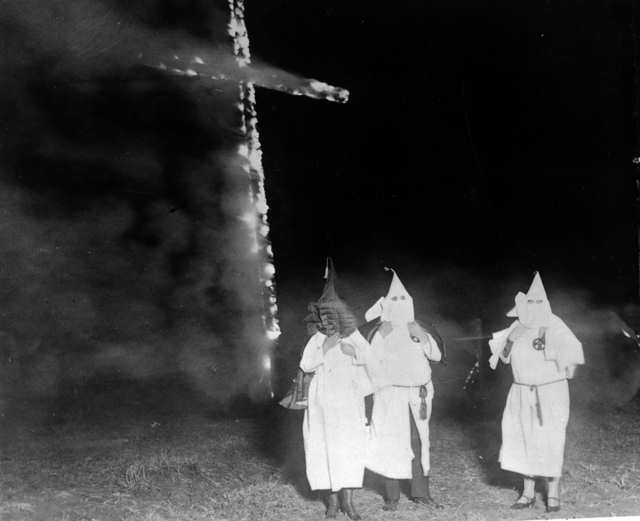
La croce che brucia è un simbolo usato dal Klan per indurre terrore. Il bruciare la croce sarebbe stato introdotto da William J. Simmons, il fondatore del secondo Klan, nel 1915

I sudisti, aiutati da alcuni soldati nordisti, fecero di tutto per eliminare la "Black Reconstruction" anche adoperando l'intimidazione e la frode e vennero preparati numerosi attentati tanto che, nel 1870 e nel 1871, vennero applicate nuove leggi, le cosiddette "Leggi di applicazione" chiamate Force Bills che dichiaravano passibile di pena chi usasse la forza, il ricatto e la violenza per impedire di votare e di esercitare i propri diritti. La legge sul Ku Klux Klan adoperò ogni mezzo per mettere fine alle numerose organizzazioni a scopo terroristico, ma non riuscì ad evitare il ritorno della Home Rule e cioè di un insieme di regole che sancivano la supremazia dei bianchi.

#### Le ultime leggi sul congresso
Gli ultimi tentativi fatti dal Congresso per salvaguardare i diritti civili dei neri furono fatti promulgando tre leggi: la prima, del 20 giugno 1872, così come la seconda del 26 giugno 1873, sentenziava che, nel Distretto di Columbia, se una persona era di buone maniere e rispettabile doveva essere trattata in modo adeguato nei luoghi pubblici che frequentava senza alcuna distinzione di razza e di colore; la terza, quella del 1º marzo 1875, la Civil Rights Act dispose che tutte le persone che vivessero entro i confini degli Stati Uniti avessero gli stessi diritti e che la persona lesa nei suoi diritti avrebbe ottenuto un risarcimento di 500 dollari mentre colui che era stato causa dell'offesa dovesse essere giudicato e punito dalle corti federali.

### Bilancio della Ricostruzione

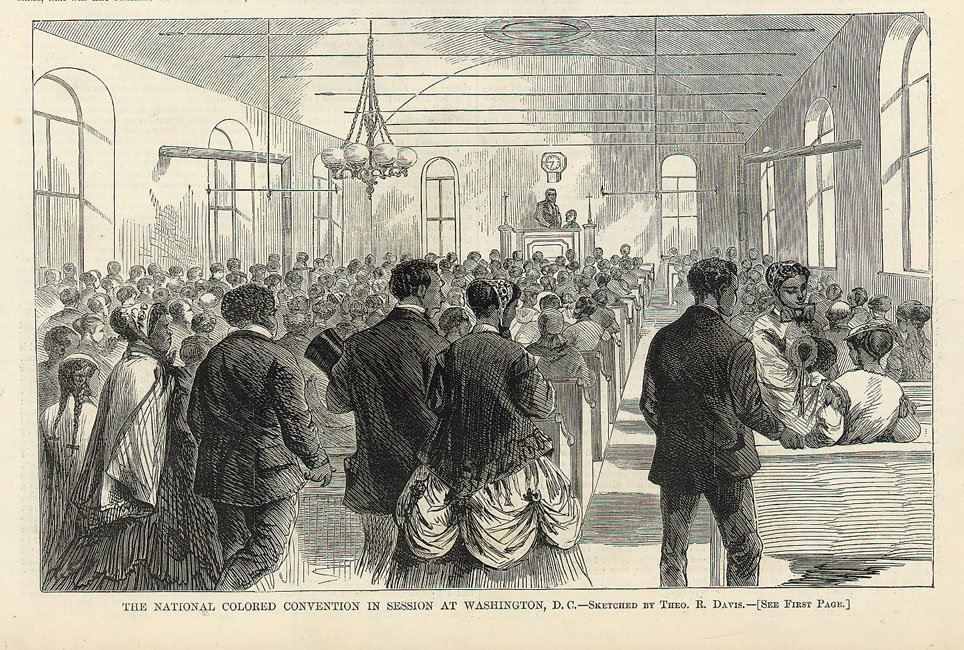
National Colored Convention nel 1869

La maggioranza dei neri che si era liberata dalla schiavitù non viveva felicemente. Molti, ancora sotto il ricordo del passato e duro lavoro, ora vagabondavano per le campagne e le vie della città, alcuni si adattarono a compiere lavori modesti e pochi i fortunati che riuscirono a possedere un appezzamento di terreno dai loro vecchi padroni. L'errore della Ricostruzione infatti fu quella di non fornire ai neri terra e mezzi. Un modesto gruppo si orientò verso l'istituzione scolastica e il 17 settembre del 1861 fu aperta la prima scuola ad Hampton, nella Virginia, che vedeva come insegnante Mary S. Peake, una donna di colore.
Durante la ricostruzione furono fondate nel Sud numerose università che laurearono studenti di colore e a partire dal 1868 venne introdotta in Virginia presso l'Hampton Institute, da Samuel C. Armstrong, un sistema di istruzione professionale che si adattava meglio alle esigenze dei neri e che anticipava il metodo del Tuskegee Institute nell'Alabama, un'università storicamente nera fondata da Booker T. Washington nel 1881.
Fu questo un periodo molto difficile per i neri che, in questa delicata fase di assestamento, subirono duri colpi. Cessò il Freedmen's Bureau risalente al 3 marzo del 1865; il governo federale non fu capace di offrire terre e attrezzature sufficienti; la "Fredmen's Saving" e la "Trust Company" fallirono facendo perdere i pochi risparmi di alcuni ex-schiavi. Il primo sindacato nazionale di lavoratori fondato nel 1869 il National Labor Union adottò una politica di segregazione molto dannosa e il Colored National Labor Union fondato nello stesso anno da Isaac Myers non ebbe molto potere. Ambedue i sindacati ebbero fine nel 1873.
La conseguenza della politica segregazionista fu l'ostilità dei neri nei confronti del lavoro organizzato, così come il fallimento della "Freedmen's Bank" causò la totale sfiducia verso le banche in generale. Ancora più disastrosa si rivelò la delibera della Corte Suprema degli Stati Uniti di ridurre alcune importanti forme di protezione che erano state inserite nella Costituzione, dapprima con gli Slaughter House Cases nel 1873 e in seguito, nel 1876, invalidando le sezioni tre, quattro e sei della legge di applicazione dei diritti civili del 31 maggio del 1870. Nel fare quindi un bilancio della ricostruzione bisogna parlare di fallimento e ammettere che nel Sud la restaurazione della supremazia bianca era una realtà.